# Église San Bonaventura
Pour les articles homonymes, voir Église San Bonaventura (homonymie).
San Bonaventura est une église catholique de Venise, en Italie.

## Localisation
L'église est située dans le sestiere de Cannaregio, le long du rio de Sant'Alvise.

## Description

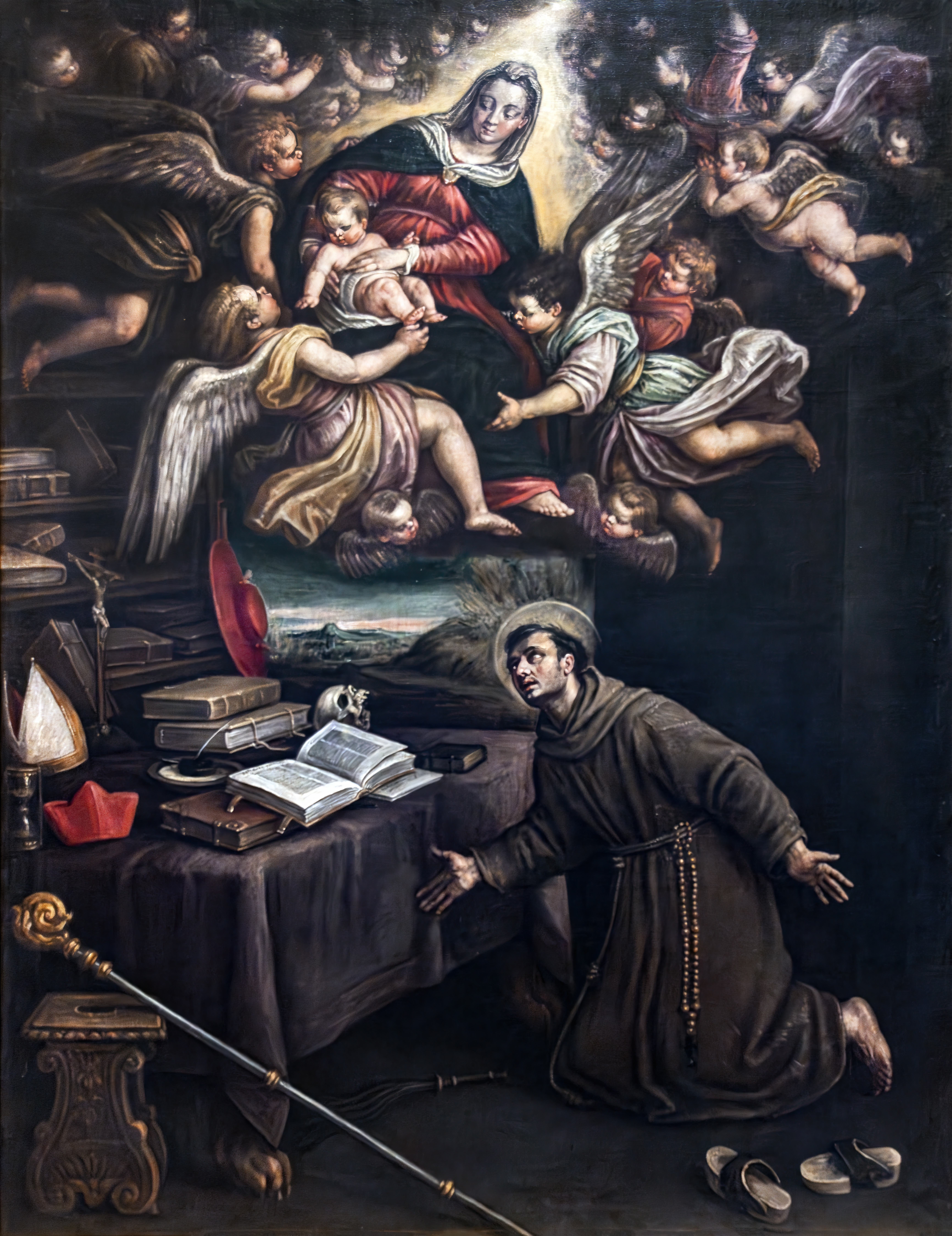
Apparition de la Vierge à saint Bonaventure Leandro Bassano

L'église a été totalement dépouillée à la fois des décorations de la façade, mais également de l'aménagement intérieur. Initialement des œuvres du Tintoretto, de Jacopo Bassano et de Leandro Bassano étaient visibles mais surtout la Sainte - Marguerite de Cortone par Giambattista Tiepolo. Certaines de ces œuvres ont été transférées à l'église de San Michele in Isola, et aux Galeries de l'Académie de Venise.